# Le Vingtième Siècle (quotidien)
Le Vingtième Siècle est un quotidien belge d'obédience catholique conservatrice, publié entre 1895 et 1940. C'est dans un supplément de ce journal, Le Petit Vingtième, que les premières aventures de Tintin sont parues à compter de 1929.

## Débuts
Le premier numéro date du 6 juin 1895. Tout en s’inspirant de l’encyclique Rerum Novarum et du catholicisme social, le journal ne peut être considéré comme l’officieux de la Ligue démocratique. Ses fondateurs sont Georges Helleputte, Joseph d’Ursel et Athanase de Broqueville, frère de Charles. Ce dernier, sans être à proprement parler un des fondateurs, s’en occupe activement, comme le prouve une abondante correspondance avec Helleputte sur cet objet.
Le journal se vendit mal, et son existence fut toujours précaire. Seule l’aide bénévole de Charles de Broqueville, de son beau-père (le baron Alfred d’Huart) et de quelques grands aristocrates ou bourgeois de leurs connaissances permettait de le renflouer en fin d’exercice. Les relations du rédacteur en chef, Fernand Neuray avec le duc d’Ursel étaient parfois orageuses. Il y a eu tout de même bon nombre de tensions entre Fernand Neuray et le baron Alfred d’Huart et Athanase de Broqueville.

## Entre-deux-guerres
De 1924 à 1933, Norbert Wallez, prêtre diocésain, dirige le journal. C'est lui qui embauche Georges Remi qui n'est pas encore Hergé, puis lui confie en 1927 la direction du supplément pour la jeunesse Le Petit Vingtième, et lui fait créer le personnage de Tintin reporter.
Norbert Wallez est écarté en 1933 par le cardinal Joseph-Ernest Van Roey en raison de ses convictions fascistes.
Après le renvoi de Norbert Wallez, William Ugeux, qui allait devenir une figure importante de la résistance durant la Seconde Guerre mondiale, fut mis à la tête du journal. Il en reste le rédacteur en chef jusqu'en 1940.

## Suite
En 1947, Norbert Wallez, patron du journal jusque 1933, est condamné pour faits de collaboration à quatre ans de prison. Dès 1929, il avait également engagé Léon Degrelle à la rédaction du journal, fondateur et chef du mouvement politique d'extrême droite puis collaborationniste Rex, et de son quotidien Le Pays Réel.